# Croix de Kerofret
La Croix de Kerofret est située au lieu-dit "Kérauffret" dans la commune de Guénin dans le Morbihan.

## Historique
La croix fait l’objet d’une inscription au titre des monuments historiques depuis le 23 juin 1937.